# Каменка (бывшая Черпесская волость)
Каменка — деревня в Великолукском районе Псковской области России. Входит в состав сельского поселения «Черпесская волость».
Расположена на севере района, на правом берегу реки Ловать, в 30 км к северу от райцентра Великие Луки и в 11 км к югу от волостного центра, деревни Черпесса.

## Население
По состоянию на 2000 и 2010 гг. постоянное население в деревне отсутствовало.